# 尤雷·巴拉日奇
尤雷·巴拉日奇（1980年9月12日—），斯洛文尼亞籃球運動員，現在效力於土耳其籃球聯賽球隊伊斯坦布爾籃球俱樂部。他身高204公分，在場上的位置是大前鋒。他也代表斯洛文尼亞國家籃球隊參賽。